# عمر عزیز
عمر عزیز (انگلیسی: Omar Aziz; ۱۸ فوریهٔ ۱۹۴۹ – ۱۶ فوریهٔ ۲۰۱۳) با نام مستعار یا کنیهٔ ابوکمال روشنفکر و انقلابی آنارشیست سوریه‌ای بود. او برای نوشته‌هایش در تبلیغ سازمان‌دهی افقی [en] و نقشی که در همکاری با کمیته‌های هماهنگی محلی [en] در مراحل اولیهٔ جنگ داخلی سوریه داشت شناخته شده است. 

## زندگی
عمر عزیز در سال ۱۹۴۹ در خانواده‌ای ثروتمند در دمشق به دنیا آمد. او در دانشگاه گرونوبل آلپ اقتصاد خواند و بعدها در بخش فناوری اطلاعات در عربستان سعودی و ایالات متحده کار می‌کرد. او متأهل و صاحب سه فرزند بود.

## فعالیت سیاسی و مرگ
عزیز در واکنش به وقوع انقلاب سوریه در ۲۰۱۱ به کشور برگشت و به سرعت به مشارکت در کار سازمان‌دهی با کمیته‌های محلی پرداخت که مشغول مقاومت در مقابل حکومت بودند. با وجود سن بالا و مشکلات سلامتی، او فعالانه و به صورت حضوری با مردم محلی همکاری داشت و در برنامه‌های توزیع کمک‌ها فعالیت می‌کرد. عزیز در طول مشارکت خود در جریان انقلاب متوجه وجودِ یک جدایی میان جنبش سیاسی و واقعیت‌های جاریِ زندگی روزمرهٔ مردم شد. این جدایی انگیزهٔ او برای مطرح کردن طرح تأسیس شوراهای محلی بود که در چهارچوب آن امکانِ ایجاد اجتماعاتِ نوین و خودیاری فارغ از نظارت دولت فراهم می‌شد. در نوامبر ۲۰۱۱ او دفترچه‌ای را به عنوان پیش‌نویس طرحی برای خودسازمان‌یابی با عنوان «شکل‌گیری شوراهای محلی» منتشر کرد. «بدور موسی» در یادداشتی به مناسبت فوت او می‌نویسد که این شوراها از نوشته‌های روزا لوکزامبورگ الهام گرفته بودند؛ اما نویسندهٔ لبنانی جوئی ایوب می‌نویسد که بسیاری از عناصر پیشنهادی عزیز بازتاب‌دهندهٔ ساختارهای منطقهٔ خودمختار شمال و شرق سوریه (مشهور به روژاوا) بودند که در سال ۲۰۱۳ تاسیس شد. آنارشیست سوریه‌ای «نادر اتاسی» رویای او را «(دمیدن) روحی دوباره درون فعالیت شوراهای محلی» توصیف می‌کند؛ اما اشاره می‌کند که در عمل بسیاری از شوراها نتوانستند به عنوان ابزارهای خودحکومتی به درستی عمل کنند و در عوض به کار رسانه‌ای و رساندن کمک‌های بشردوستانه محدود ماندند. عزیز نسخهٔ بازبینی‌شده و گسترش‌یافته‌ای از «شکل‌گیری جنبش‌های محلی» را در فوریهٔ ۲۰۱۲ منتشر کرد.
عزیز شخصاً در تأسیس چهار شورا در حومهٔ دمشق مشارکت داشت. در ۱۷ اکتبر ۲۰۱۲ او به تاسیس شورایی در داریا کمک کرد که از مراکز مهم مقاومت سیاسی بود و در ماه آگوست شاهد قتل‌عام ساکنان خود توسط نیروهای حکومتی بود. هر شش ماه، ۱۲۰ نفر به عنوان بدنهٔ اجرایی انتخاب می‌شدند و رهبری و معاونت شورا به صورت عمومی انتخاب می‌شد. با این حال از نوامبر ۲۰۱۲ داریا توسط نیروهای دولتی تحت محاصرهٔ شدید قرار گرفت.
در ۲۰ نوامبر عزیز توسط ادارهٔ اطلاعات نیروی هوایی در خانه‌اش در المزه دستگیر شد. طبق گزارش‌ها او پیش از مرگ خود به این نکته اشاره کرده است که عمر شوراها در سوریه طولانی‌تر از کمون پاریس بوده است. او تا ۱۲ فوریهٔ ۲۰۱۳ در زندان مزه نگهداری و سپس به زندان عدرا منتقل شد. به گفتهٔ شاهدی در زندان، وضعیت سلامتی او به شدت وخیم شد. مطابق این شهادت، عزیز به این فرد از برخورد بد و شکنجه توسط مقامات زندان خبر داده است؛ در حالی که او در این دوران از چندین بیماری زمینه‌ای رنج می‌برده است. او در ۱۶ فوریه، کمی بعد از فرستاده شدن به بیمارستان نظامی حرستا مرد. گزارش‌های مرگ او در چند روز بعد منتشر شد و در ۲۲ فوریه، دیده‌بان حقوق بشر مرگ او را تایید کرد.

## میراث
پس از مرگ عزیز، شوراها ادامه یا گسترش نیافتند. نظام شورایی کمی بعد توسط شاخه‌های اسلام‌گرا در معرض تهدید قرار گرفت و بسیاری از آن‌ها نابود یا استحاله شدند. نیروهای حامی اسد نیز زیرساخت‌های عمومی مانند بیمارستان‌ها، مدارس و نانوایی‌ها را در مناطق شورایی هدف قرار دادند. بعضی از شوراها تا مه ۲۰۱۶ همچنان دست‌نخورده باقی مانده بودند، به عنوان مثال شورای داریا که عزیز به طور مستقیم در تأسیس آن مشارکت داشت در آگوست ۲۰۱۶ به دست نیروهای اسد افتاد.
با این که ظهور شوراها توجه کمی از رسانه‌های بین‌المللی دریافت کرد، فعالیت‌های او توسط نویسندگانی چون لیلا شامی مورد بررسی قرار گرفت و در پژوهش‌های علمی به تأثیر آن بر سازمان‌دهی عمومی در مراحل اولیهٔ جنگ داخلی سوریه اشاره شده است. در مواردی بی‌توجهی چپ غربی به فعالیت‌های او و اتفاقات سوریه مورد انتقاد قرار گرفته است، اگرچه فعالیت‌های او توسط برخی مطبوعات مانند فیفث استیت [en] و یونیکورن رایت [en] پوشش داده شد.